# Expo 1949
L'Expo 1949 o Expo '49 (ufficialmente Esposizione universale del bicentenario di Port-au-Prince 1949, (FR)  Exposition internationale du bicentenaire de Port-au-Prince 1949) venne organizzata nella città di Port-au-Prince dal 1º dicembre 1949 all'8 giugno 1950.
L'esposizione fu fortemente voluta da Dumarsais Estimé, allora presidente di Haiti, il quale intendeva celebrare il 200esimo anno dalla fondazione della città. Dalle tasche dello stato venne prelevato 1 milione di dollari, destinato all'opera di costruzione del sito espositivo, il quale costituiva tre quarti del budget annuale dell'isola.

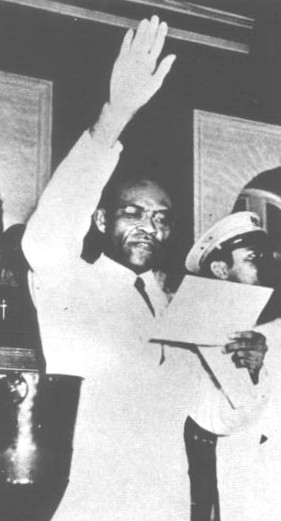
Il presidente Dumarsais Estimé inaugura l'esposizione universale.

Fu scelta l'area del Golfo di Gonâve, che comprendeva poco più di 30 ettari di giardini popolati da palme da cocco.

## Cerimonie di apertura
Furono due le cerimonie di aperture indette per l'evento. La prima, l'8 dicembre 1949 fu caratterizzata dagli spettacoli offerti dall'esercito e dalla marina statunitense, oltre che dalla lettura di un telegramma dell'allora presidente Harry Truman. La seconda, datata 12 febbraio 1950, registrò l'apertura di numerosi padiglioni internazionali, tra cui quello argentino, italiano, francese e messicano.